# Camembert (Orne)
Pour les articles homonymes, voir Camembert.
Camembert est une commune française, située dans le département de l’Orne en région Normandie, peuplée de 169 habitants.
Le village est célèbre en tant que berceau du fromage dont il est l'éponyme : le camembert de Normandie.

## Géographie
Le village de Camembert se situe dans le pays d'Auge, dans l’Orne en Normandie. Il se trouve donc dans une région bocagère, à 4 km au sud-est de Vimoutiers, à 22 km au nord-est d’Argentan, à 50 km au sud-est de Caen et à 160 km à l’ouest de Paris.
| Vimoutiers, Crouttes, Les Champeaux | Vimoutiers  | Vimoutiers, Guerquesalles        |
| Les Champeaux                       | Camembert   | Guerquesalles                    |
| Les Champeaux, Coudehard            | Champosoult | Guerquesalles, Fresnay-le-Samson |

### Hydrographie
La commune est située dans le bassin Seine-Normandie. Elle est drainée par la Viette, le fossé 01 de la Blancherie, le fossé 01 de la Bucaille, le fossé 01 de la Denisière, le fossé 01 du Cagnon, le fossé 01 du Val Rétou, le fossé 02 de la Héronnière, le ruisseau de Besion, le ruisseau des Costillets, le ruisseau du Moulin Neuf et un autre petit cours d'eau.
La Viette, d'une longueur de 11 km, prend sa source dans la commune d'Écorches et se jette  dans la Vie en limite de Vimoutiers et de Guerquesalles, après avoir traversé cinq communes. 

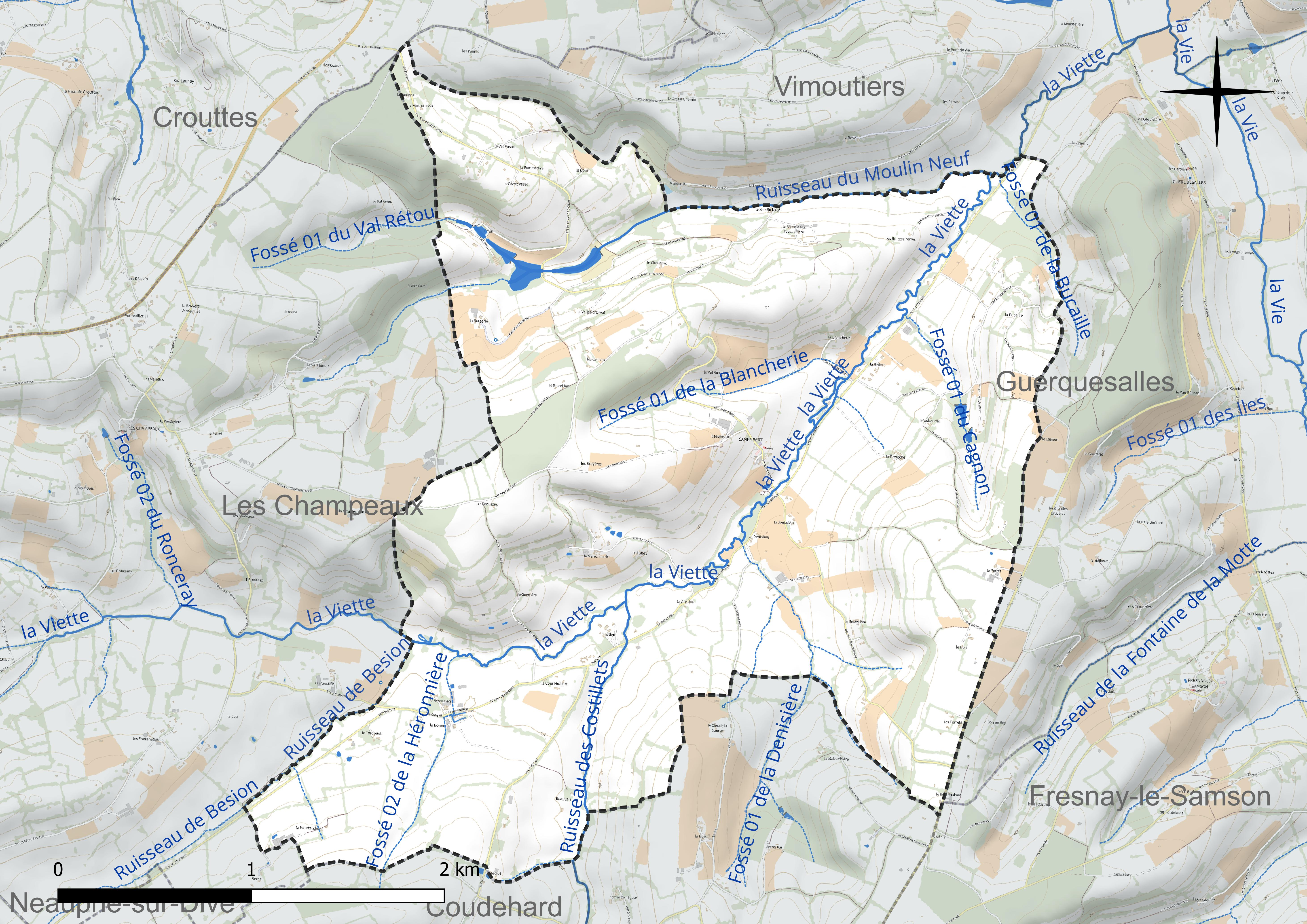
Réseau hydrographique de Camembert.

### Climat
Pour des articles plus généraux, voir Climat de la Normandie et Climat de l'Orne.
En 2010, le climat de la commune est de type climat océanique altéré, selon une étude du CNRS s'appuyant sur une série de données couvrant la période 1971-2000. En 2020, Météo-France publie une typologie des climats de la France métropolitaine dans laquelle la commune est exposée à un climat océanique et est dans la région climatique Normandie (Cotentin, Orne), caractérisée par une pluviométrie relativement élevée (850 mm/a) et un été frais (15,5 °C) et venté. Parallèlement le GIEC normand, un groupe régional d’experts sur le climat, différencie quant à lui, dans une étude de 2020, trois grands types de climats pour la région Normandie, nuancés à une échelle plus fine par les facteurs géographiques locaux. La commune est, selon ce zonage, exposée à un « climat contrasté des collines », correspondant au Pays d’Auge, Lieuvin et Roumois, moins directement soumis aux flux océaniques et connaissant toutefois des précipitations assez marquées en raison des reliefs collinaires qui favorisent leur formation.
Pour la période 1971-2000, la température annuelle moyenne est de 10,5 °C, avec une amplitude thermique annuelle de 13,5 °C. Le cumul annuel moyen de précipitations est de 773 mm, avec 12,2 jours de précipitations en janvier et 8 jours en juillet. Pour la période 1991-2020, la température moyenne annuelle observée sur la station météorologique la plus proche, située sur la commune de Ticheville à 7 km à vol d'oiseau, est de 10,9 °C et le cumul annuel moyen de précipitations est de 826,1 mm,. Pour l'avenir, les paramètres climatiques de la commune estimés pour 2050 selon différents scénarios d’émission de gaz à effet de serre sont consultables sur un site dédié publié par Météo-France en novembre 2022.

## Urbanisme

### Typologie
Au 1er janvier 2024, Camembert est catégorisée commune rurale à habitat très dispersé, selon la nouvelle grille communale de densité à sept niveaux définie par l'Insee en 2022.
Elle est située hors unité urbaine et hors attraction des villes,.

### Occupation des sols
L'occupation des sols de la commune, telle qu'elle ressort de la base de données européenne d’occupation biophysique des sols Corine Land Cover (CLC), est marquée par l'importance des territoires agricoles (96,5 % en 2018), une proportion identique à celle de 1990 (96,5 %). La répartition détaillée en 2018 est la suivante : 
prairies (88,2 %), terres arables (6,7 %), forêts (3,5 %), zones agricoles hétérogènes (1,7 %). L'évolution de l’occupation des sols de la commune et de ses infrastructures peut être observée sur les différentes représentations cartographiques du territoire : la carte de Cassini (XVIIIe siècle), la carte d'état-major (1820-1866) et les cartes ou photos aériennes de l'IGN pour la période actuelle (1950 à aujourd'hui).

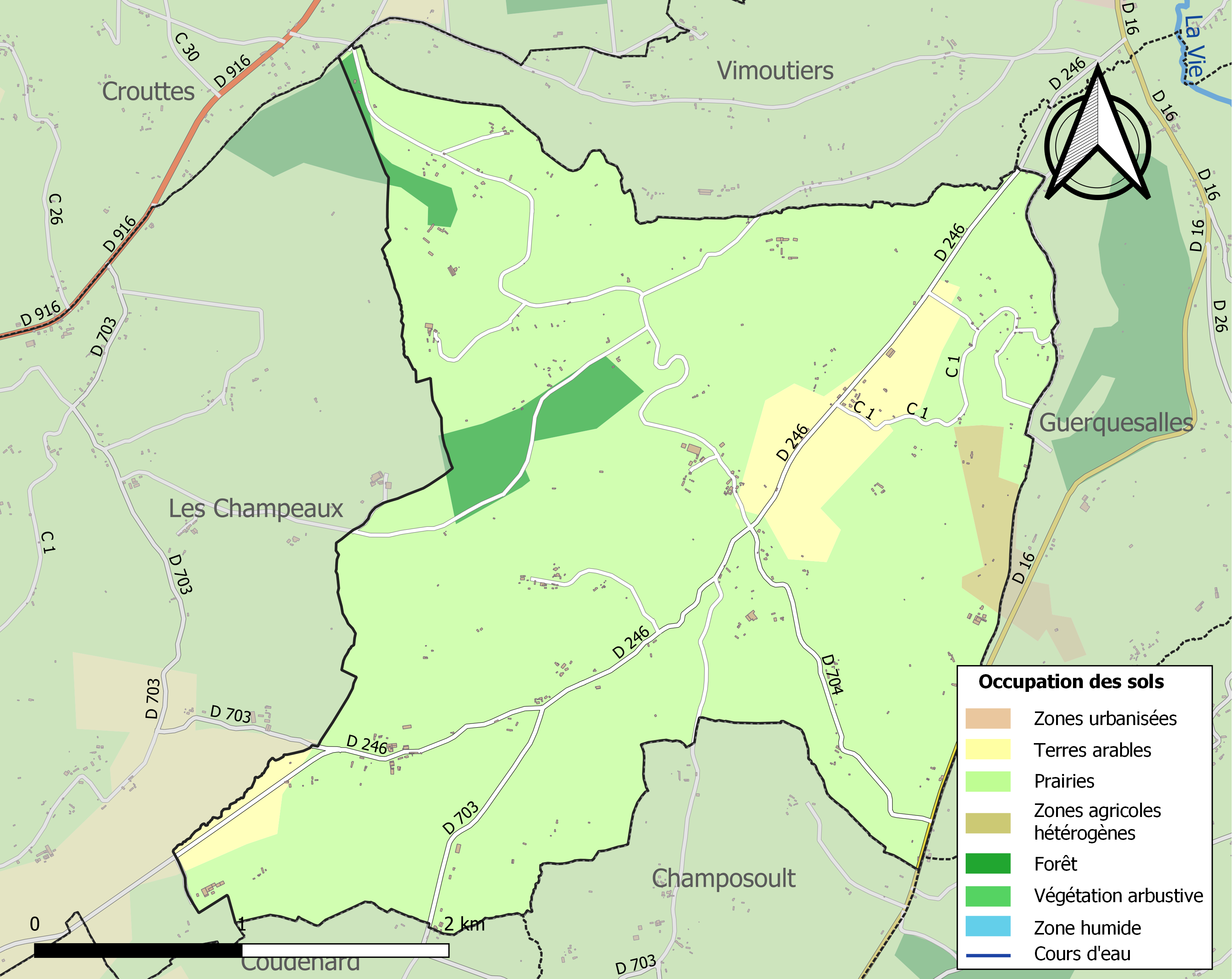
Carte des infrastructures et de l'occupation des sols de la commune en 2018 (CLC).

## Toponymie
Le nom de la localité est attesté sous les formes latinisées Campo Maimberti fin XIIe siècle et Campum Manberti vers 1350.
En réalité, de « Camp-Maimbert » ou « Camp-Mambert », la première solution est préférable, étant donné l'antériorité de la forme du XIIe siècle et le fait que le nom de personne Maimbert (devenu patronymique) semble avoir été plus répandu.
Maimbert est issu du nom de personne germanique Mainbertus, autre forme de Maginbertus. On trouve aussi une variante féminine du patronyme, essentiellement dans la Seine-Maritime : Maimberte. Camp signifie « champ » en normand septentrional et en picard. La ligne Joret qui délimite ce phénomène phonétique passe au nord de Camembert, mais selon la toponymie, elle a fluctué au cours des siècles, au gré probable de déplacement de familles. Ainsi trouve-t-on à côté Les Champeaux et un peu plus au sud Champosoult, solution phonétique typique du normand méridional (et du français).
La graphie alternative Camenbert, si elle ne correspond pas à la norme orthographique du français, est conforme à l'étymologie Maginbertus.
On retrouve cet anthroponyme dans l'Essart-Maimbert, écart de Septmoncel dans le Jura.
Le gentilé est Camembertois.

## Histoire

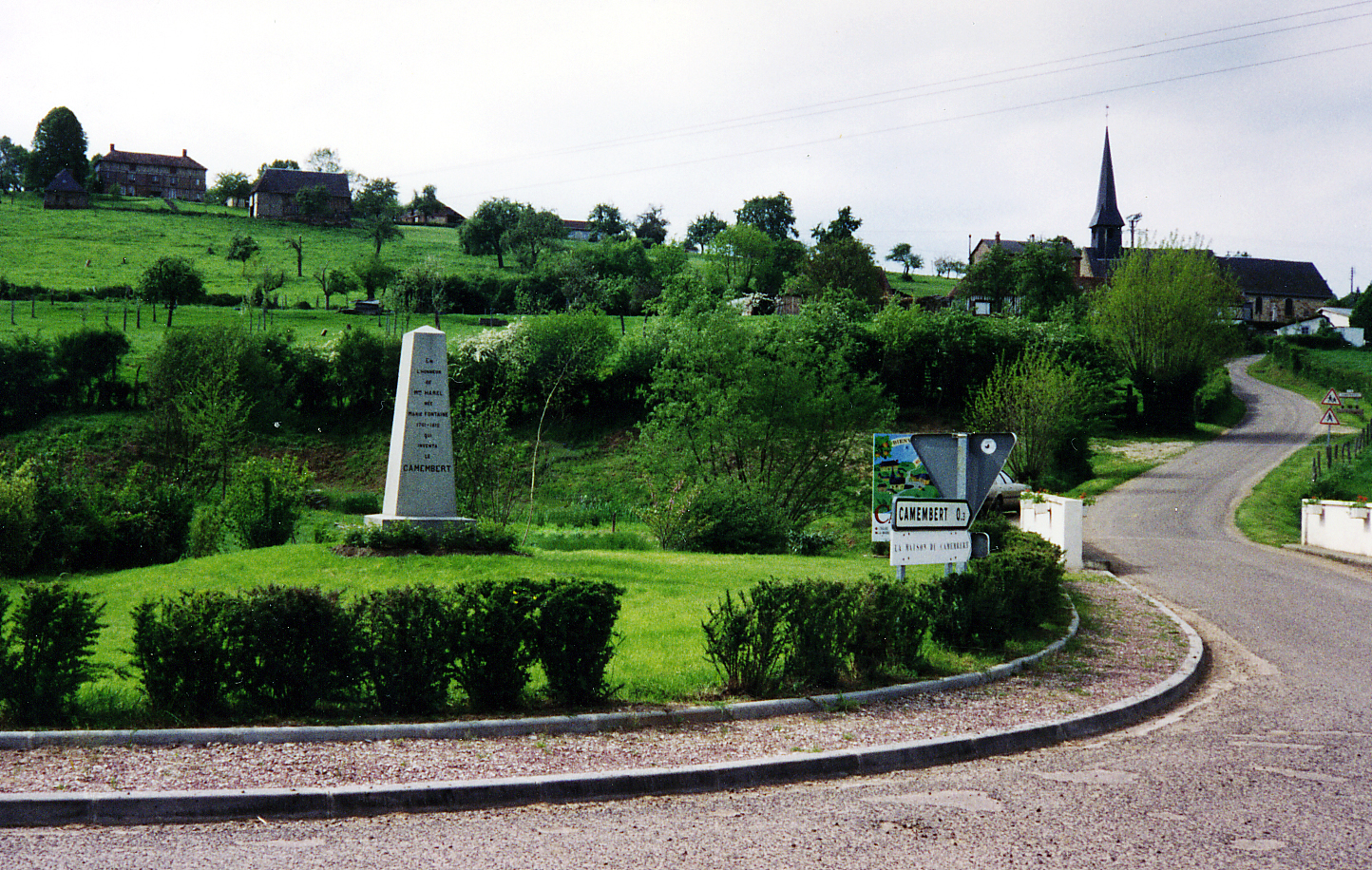
La stèle en l'honneur de Marie Harel.

En 1791, Marie Harel y aurait inventé le camembert.

## Politique et administration
| Période                                  | Période   | Identité      | Étiquette | Qualité                      |
| ---------------------------------------- | --------- | ------------- | --------- | ---------------------------- |
| 1989                                     | mars 2014 | Jean Gaubert  | SE        | Exploitant agricole          |
| mars 2014                                | En cours  | Michel Cousin | SE        | Exploitant agricole retraité |
| Les données manquantes sont à compléter. |           |               |           |                              |

Le conseil municipal est composé de onze membres dont le maire et un adjoint.

## Démographie
L'évolution du nombre d'habitants est connue à travers les recensements de la population effectués dans la commune depuis 1793. Pour les communes de moins de 10 000 habitants, une enquête de recensement portant sur toute la population est réalisée tous les cinq ans, les populations de référence des années intermédiaires étant quant à elles estimées par interpolation ou extrapolation. Pour la commune, le premier recensement exhaustif entrant dans le cadre du nouveau dispositif a été réalisé en 2005.
En 2022, la commune comptait 169 habitants, en évolution de −9,63 % par rapport à 2016 (Orne : −3,21 %, France hors Mayotte : +2,11 %).
Au premier recensement républicain, en 1793, Camembert comptait 702 habitants, population ayant été égalée en 1806.
| 1793 | 1800 | 1806 | 1821 | 1836 | 1841 | 1846 | 1851 | 1856 |
| ---- | ---- | ---- | ---- | ---- | ---- | ---- | ---- | ---- |
| 702  | 690  | 702  | 663  | 646  | 632  | 590  | 505  | 502  |

| 1861 | 1866 | 1872 | 1876 | 1881 | 1886 | 1891 | 1896 | 1901 |
| ---- | ---- | ---- | ---- | ---- | ---- | ---- | ---- | ---- |
| 505  | 458  | 444  | 399  | 400  | 391  | 359  | 339  | 337  |

| 1906 | 1911 | 1921 | 1926 | 1931 | 1936 | 1946 | 1954 | 1962 |
| ---- | ---- | ---- | ---- | ---- | ---- | ---- | ---- | ---- |
| 317  | 283  | 247  | 237  | 258  | 272  | 276  | 247  | 234  |

| 1968 | 1975 | 1982 | 1990 | 1999 | 2005 | 2006 | 2010 | 2015 |
| ---- | ---- | ---- | ---- | ---- | ---- | ---- | ---- | ---- |
| 197  | 176  | 177  | 184  | 197  | 216  | 219  | 200  | 187  |

| 2020 | 2022 | - | - | - | - | - | - | - |
| ---- | ---- | - | - | - | - | - | - | - |
| 170  | 169  | - | - | - | - | - | - | - |

## Économie
La commune de Camembert compte trois fromageries en activité :
- Production AOP
  - La fromagerie Durand[34], la plus ancienne fromagerie encore en activité à Camembert, a été créée en 1981 par François et Nicolas Durand. Depuis 2016, l'entreprise est passée sous contrôle d'une holding financière qui a mis en place une nouvelle équipe et qui distribue le camembert en exclusivité dans le réseau de magasins Grand Frais.
  - La fromagerie du  Clos de Beaumoncel[35] a été créée en 2021 par Xavier Cassigneul. Depuis 2023, l'activité a été reprise par Arthur Danière qui est aussi le propriétaire de la ferme du Val-Danière située dans la commune voisine de Crouttes et qui fournit le lait pour la fabrication des fromages.
- Autres productions
  - La fromagerie de la Ferme de l'Instière[36] a été créée en 2021 par Dalila Berritane et Stanislas Rault. Elle produit un camembert bio bas-carbone.

## Gastronomie

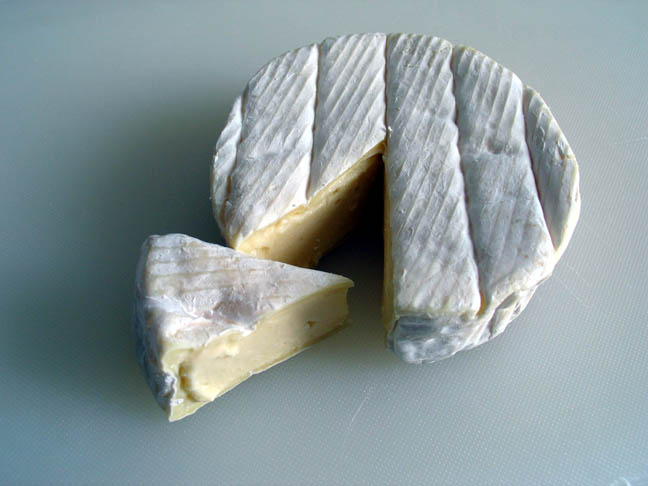
Un camembert.

Le village est connu pour avoir donné son nom au très célèbre fromage.
La Normandie produit plusieurs sortes de camemberts, dont le camembert de Normandie qui est une Appellation d’origine contrôlée (AOC) :
- Camembert de Normandie, Normandie, AOC depuis 1986,
- Camembert fermier, Normandie,
- Camembert au calvados, Normandie.

## Lieux et monuments

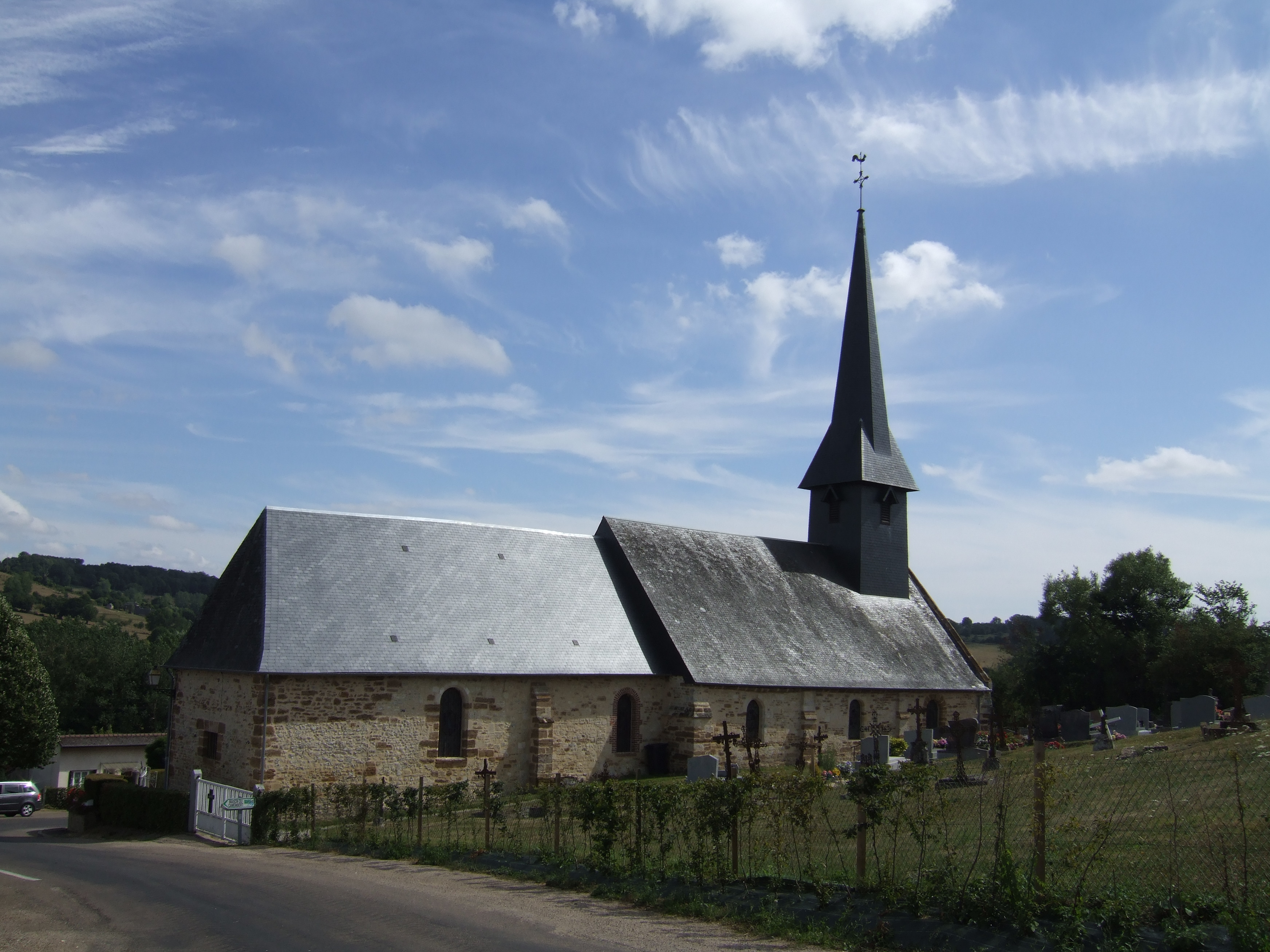
L'église Notre-Dame.

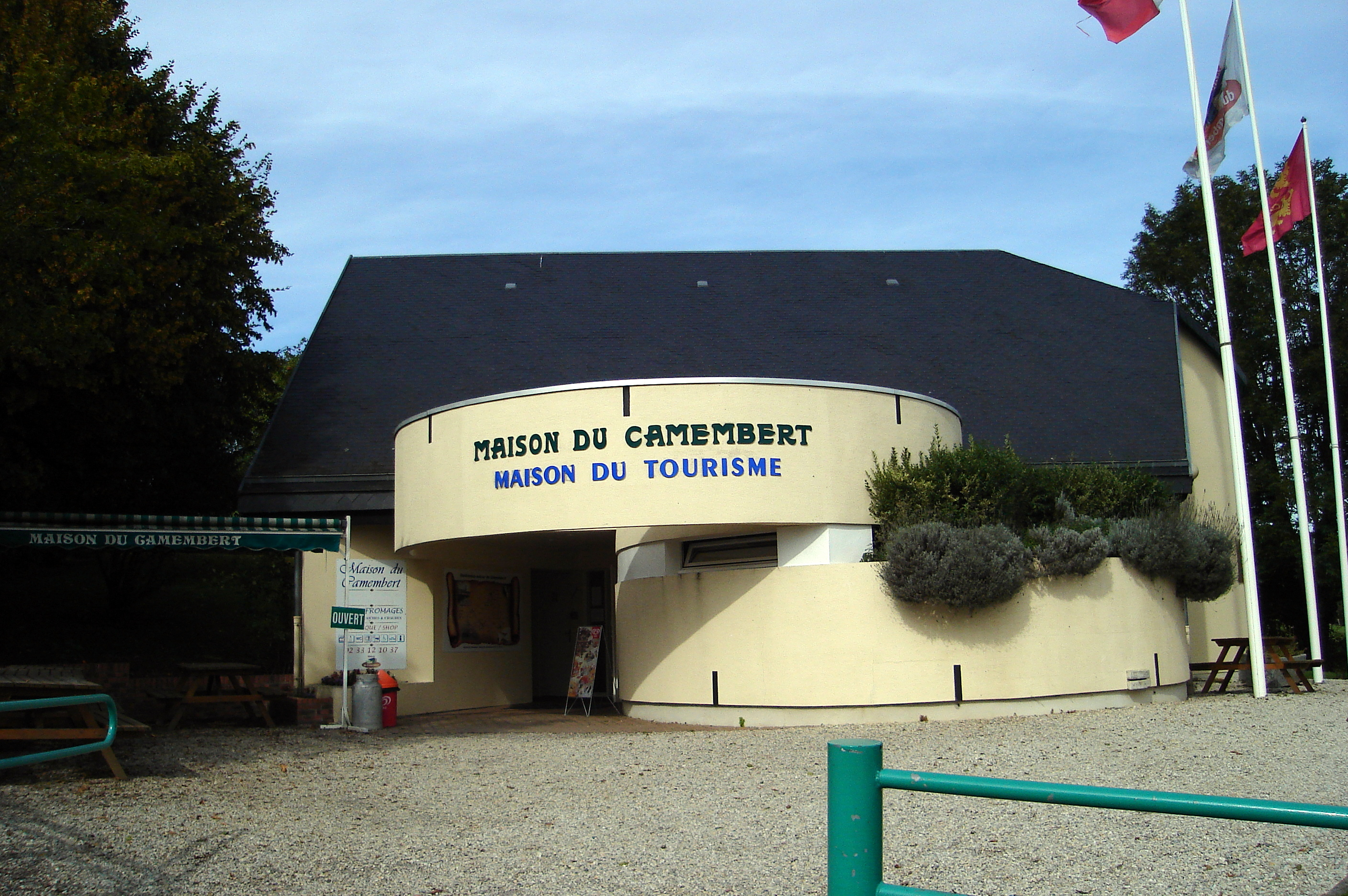
La maison du camembert.

- L’église Notre-Dame ou Notre-Dame-et-Sainte-Anne, du XVIe siècle. Elle abrite une bannière de procession du XVIIIe siècle classée à titre d'objet aux Monuments historiques[37].
- Le manoir de Beaumoncel-Camembert (visitable).
- La ferme Président.
- Le Musée du camembert.
- La chapelle des Dornois dans le cimetière paroissial[38].
- La stèle de 1927 en l'honneur de Marie Harel.

## Activité culturelle, labels et manifestations

### Distinctions et labels
En 1991, la commune de Camembert a reçu la Marianne d'Or à Lyon grâce au maire Jean Gaubert.

## Personnalités liées à la commune
- Marie Harel (1761-1844) est considérée comme l'inventrice du camembert.
- Michel Pelchat (1938 à Camembert - 1975), coureur cycliste.
- « Personnalité » équine : Lutteur B (1955 à Camembert - 1968), médaillé d'or en saut d'obstacles en 1964, avec son cavalier Pierre Jonquères d'Oriola.